# Ice Age Floods National Geologic Trail
Ne doit pas être confondu avec Ice Age Trail.
L'Ice Age Floods National Geologic Trail est un sentier de randonnée américain qui passe par les États de l'Idaho, du Montana, de l'Oregon et de Washington. Long de plus de 1 000 milles, il est géré par le National Park Service.